# 西科·曼斯霍尔特
西科·伦德特·曼斯霍尔特（荷蘭語： 荷蘭語：[ˈsɪkoː ˈleːndərt ˈmɑnsɦɔlt]，1908年9月13日—1995年6月29日），荷兰政治家，外交家，1972年3月1日至1973年1月5日担任欧盟委员会第四任主席。